# Pizza de escarola
La pizza de escarola es una preparación culinaria típica de la gastronomía napolitana, similar a una torta, pay o empanada –no es propiamente una pizza– que en su interior contiene escarola, un tipo de lechuga o endivia. Las hojas de escarola se cuecen y se doran en aceite de oliva y ajo. Además, el relleno se complementa con pasas, piñones y anchoas. En la zona costera también se le agregan alcaparras y aceitunas negras de Gaeta. La escarola puede ser lisa o rizada, preparada alla monachina. En un molde para pastel, se coloca todo el relleno entre dos masas de pan y luego se hornea en el horno. La pizza di scarola se puede comer fría o caliente y suele servirse en Nochebuena en varias provincias de Campania. Una variante es la pizza con la jeta, siendo jeta el nombre local para las acelgas.
Es considerado desde 1999 un producto agroalimentario tradicional italiano (Prodotti agroalimentari tradizionali).